# Војводство лођско
Војводство Лођ (пољ. Województwo Łódzkie) је једно од 16 Пољских Војводства. Налази се у централном делу Пољске. Седиште војводства је град Лођ.

## Географија
Геометријски центар Пољске налази се у овом војводству. У селу Пјатек у лечињском повјату (око 50 km северно од града Лођ)

### Положај
Војводство Лођ граничи се са војводствима:
- Војводство Великопољско
- Војводство Кујавско-Поморје
- Војводство Мазовско
- Војводство Светокришко
- Војводство Шлеско
- Војводство Опоље

### Највећи градови
Становништво 31. децембра 2004.
- Лођ - 774.004
- Пјотрков Трибуналски - 80.085
- Пабјањице - 71.313
- Томашов Мазовјецки - 67.159
- Белхатов - 62.437
- Згјеж - 58.236
- Радомско - 49.487
- Скјерњевице - 48.733
- Кутно - 48.141
- Здуњска Вола - 44.671
- Сјерадз - 44.326
- Лович - 30.383
- Вјелуњ - 24.453

#### Нека сеоска насеља
- Бабск - 690 (2006)
- Јерузал - 240 (2006)

### Административна подела
Становништво 31.12.2004.
- Повјат белхатовски (Powiat bełchatowski) - 112.279
- Повјат бжезињски (Powiat brzeziński) - 30.682
- Повјат кутновски (Powiat kutnowski) - 105.584
- Повјат ласки (Powiat łaski) - 51.090
- Повјат лечицки (Powiat łęczycki) - 54.018
- Повјат ловицки (Powiat łowicki) - 82.767
- Повјат источно лођски (Powiat łódzki wschodni) - 63.859
- Повјат опочињски (Powiat opoczyński) - 79.067
- Повјат пабјањицки (Powiat pabianicki) - 119.473
- Повјат појечањски (Powiat pajęczański) - 53.752
- Повјат пиотрковски (Powiat piotrkowski) - 90.106
- Повјат подебицки (Powiat poddębicki) - 42.595

- Повјат радомшчањски (Powiat radomszczański) - 119.598
- Повјат равски (Powiat rawski) - 49.677
- Повјат сјерадски (Powiat sieradzki) - 121.676
- Повјат скјерњевицки (Powiat skierniewicki) - 37.994
- Повјат томашовски (Powiat tomaszowski) - 121.447
- Повјат вјелуњски (Powiat wieluński) - 78.454
- Повјат вјерушовски (Powiat wieruszowski) - 42.481
- Повјат здуњсковолски (-{Powiat zduńskowolski) - 67.929
- Повјат згјерски (Powiat zgierski) - 160.352
- Лођ - 774 004
- Пјотрков Трибуналски - 80 085
- Скјерњевице - 48 733

Велики део војводства заузима Лођска висија ограничена са запада долином Варте, са стока долином Пилице, са севера прадолином Варшавско-Берлинском прадолином, док се на југу спаја са делом Пољских висија.

## Природна богатства
- лигнит - Белхатов (највећи рудник у Европи),
- стене (кацијума, песак, графита ...),
- минералне воде

## Заштита природе
Систем заштите околине се простире на скоро 9% површине војводства (око 1.600 km²). У војводству постоји 65 резервата и 7 рајобразових паркова (парк у коме је могуће вршити индустријске делатности али у ограниченом обиму)